# 브리티시 에어로스페이스 146
브리티시 에어로스페이스(BAC) 146(BAe 146)은 영국의 BAC라는 항공기 개발 업체에서 개발한 4발 엔진 단거리용 제트 여객기이다. 1992년에 향상된 버전인 Avro RJ가 발표되었다. 아일랜드의 시티제트가 사용하고 있는 기종이다. 그 외에도 루프트한자 항공의 자회사 루프트한자 리저널, 스위스 국제항공 등 많은 항공사가 사용하던 기체이다. 2002년에 생산이 중단되었지만 여전히 루프트한자 리저널과 시티제트등의 항공사가 사용하고 있다.

## 같이 보기
- 보잉 717
- 봄바디어 CRJ700 시리즈
- 포커 70
- 포커 100